# Top Gear Korea
Top Gear Korea (탑 기어 코리아, RR: Tap Gi-a Kori-a) è un programma televisivo sudcoreano che tratta come argomento principale le automobili, in onda dal 20 agosto 2011.

## Storia
La prima stagione è stata trasmessa dal 20 agosto al 30 dicembre 2011. Sia con critiche positive che negative, lo show ha avuto un picco di visualizzazioni dell'1,28%, considerato buono per il canale coreano.
La seconda stagione è stata trasmessa dall'8 aprile al 17 giugno 2012. L'attore Kim Kap-soo è stato sostituito dall'attore Jo Min-ki.
La terza stagione (intitolata Top Gear Korea New Season), è stata trasmessa dal 7 ottobre al 16 dicembre 2012. Jo Min-ki è stato sostituito dall'attore Park Jun-gyu. In un episodio, il presentatore Kim Jin-pyo guida una Chevrolet Spark.
Durante la produzione della quarta stagione, è occorso un incidente, in cui un elicottero si è schiantato nel deserto in Arizona. Durante la prova per una gara tra una Chevrolet Corvette C6 ZR1 e un Bell AH-1 Cobra, giunti alla fine del tracciato l'elicottero si è girato di 180° prima di impattare con il terreno. Nessuno è rimasto infortunato.

## Episodi
| Serie | Serie | Puntate | Prima TV Corea    | Prima TV Corea     | Spettatori prima TV |
| Serie | Serie | Puntate | Prima di stagione | Finale di stagione | Spettatori prima TV |
| ----- | ----- | ------- | ----------------- | ------------------ | ------------------- |
|       | 1     | 10      | 20 agosto 2011    | 30 dicembre 2011   |                     |
|       | 2     | 8       | 8 aprile 2012     | 17 giugno 2012     |                     |
|       | 3     |         | 7 ottobre 2012    | 16 dicembre 2012   |                     |
|       | 4     |         |                   |                    |                     |
|       | 5     |         |                   |                    |                     |
|       | 6     |         |                   |                    |                     |
|       | 7     |         |                   |                    |                     |